# العلاقات الصومالية الغواتيمالية
العلاقات الصومالية الغواتيمالية هي العلاقات الثنائية التي تجمع بين الصومال وغواتيمالا.

## مقارنة بين البلدين
هذه مقارنة عامة ومرجعية للدولتين:
| وجه المقارنة                                              | الصومال                        | غواتيمالا       |
| --------------------------------------------------------- | ------------------------------ | --------------- |
| المساحة (كم2)                                             | 637.66 ألف                     | 108.89 ألف      |
| عدد السكان (نسمة)                                         | 14.74 مليون                    | 17.26 مليون     |
| الكثافة السكانية (ن./كم²)                                 | 23.12                          | 158.51          |
| العاصمة                                                   | مقديشو                         | غواتيمالا       |
| اللغة الرسمية                                             | اللغة الصومالية، اللغة العربية | اللغة الإسبانية |
| العملة                                                    | شلن صومالي                     | كتزال غواتيمالي |
| الناتج المحلي الإجمالي (بليون دولار)                      | 7.37 مليار                     | 75.62 مليار     |
| الناتج المحلي الإجمالي (تعادل القوة الشرائية) بليون دولار |                                | 126.21 مليار    |
| الناتج المحلي الإجمالي الاسمي للفرد دولار أمريكي          | 549                            | 3.90 ألف        |
| الناتج المحلي الإجمالي للفرد دولار أمريكي                 |                                | 7.45 ألف        |
| مؤشر التنمية البشرية                                      |                                | 0.627           |
| رمز المكالمات الدولي                                      | +252                           | +502            |
| رمز الإنترنت                                              | .so                            | .gt             |
| المنطقة الزمنية                                           | ت ع م+03:00                    | 00              |

## منظمات دولية مشتركة
يشترك البلدان في عضوية مجموعة من المنظمات الدولية، منها:
| علم المنظمة | اسم المنظمة                               | تاريخ انضمام الصومال | تاريخ انضمام غواتيمالا |
| ----------- | ----------------------------------------- | -------------------- | ---------------------- |
|             | مؤسسة التنمية الدولية                     | 31 أغسطس 1962        | 27 أبريل 1961          |
|             | يونسكو                                    | 15 نوفمبر 1960       | 2 يناير 1950           |
|             | الأمم المتحدة                             | 20 سبتمبر 1960       | 21 نوفمبر 1945         |
|             | الاتحاد البريدي العالمي                   | ?                    | ?                      |
|             | البنك الدولي للإنشاء والتعمير             | 31 أغسطس 1962        | 28 ديسمبر 1945         |
|             | الاتحاد الدولي للاتصالات                  | 28 سبتمبر 1962       | 10 يوليو 1914          |
|             | منظمة حظر الأسلحة الكيميائية              | ?                    | ?                      |
|             | مؤسسة التمويل الدولية                     | 31 أغسطس 1962        | 20 يوليو 1956          |
|             | المركز الدولي لتسوية المنازعات الاستشارية | 30 مارس 1968         | 20 فبراير 2003         |
|             | منظمة الشرطة الجنائية الدولية             | ?                    | ?                      |

## وصلات خارجية
- موقع وزارة الخارجية الصومالية
- موقع وزارة الخارجية الغواتيمالية